# 어나니머스 (그룹)
어나니머스(영어: Anonymous)는 가상의 공간에서 활동하는 사회 운동 단체이다.

'어나니머스'라는 명칭은 일부 누리꾼들이 4chan이라는 웹사이트의 사용자의 기본 이름인 '익명'(Anonymous)인 것을 집단을 가리키는 말로 사용하면서 쓰이기 시작했다. 이런 경향에서 2003년부터 정부, 종교, 기업 관련 웹사이트를 공격한 해커들이 어나니머스(Anonymous)라는 집단의 구성원으로서 지칭하자 어나니머스라는 명칭이 저명성을 갖기 시작했다. 어나니머스에 소속되어 있는 대한민국 회원 중에 대한민국 국과수 소속으로 추정되는 해커도 있다는 사실이 드러나면서 큰 관심을 주목받기도 하였다.
어나니머스(Anonymous)는 사이버 검열과 감시 반대 운동을 비롯한 사이버 시민 불복종 운동을 목적으로 한다. 즉, 인터넷 행동주의의 한 방편인 핵티비즘(Hacktivism)을 활동 목적의 근간으로 하는 가상 단체이다.
이러한 어나니머스의 체계에 대해 “지시보다는 오히려 발상에 따라 작동하는 매우 느슨하고 분산된 명령 구조를 가진 하나의 인터넷상의 모임”이라고 한 사회학자는 설명한다. 즉, 누구나 어나니머스를 자칭해 활동할 수 있으며 작전(#Op, Operation)에 대한 발상을 제공하고 뜻을 함께해 행동한다는 점에서 어나니머스의 체계는 개방적이며 분권적인 구조를 지닌다. 활동 지역이나 활동 내용이 정해져 있지 않기 때문에 점조직적으로 분포한 세계 각지의 해커가 가상 공간에서 작전을 포고하고 수행하는 방식의 운동을 한다.
어나니머스(Anonymous)는 "우리는 어나니머스(Anonymous)다. 우리는 군단이다. 우리는 용서하지 않는다. 우리는 잊지 않는다. 우리를 맞이하라."를 표어로 삼고 있다.
어나니머스의 활동에 대한 평가는 다양하다. 2012년에 타임지에서 어나니머스(Anonymous)가 '세계에서 가장 영향력 있는 인물 100인'에 꼽히기도 했다.

## 형성

### 4Chan의 공습 (2004-2007)
4Chan의 익명 이미지 게시판이 인기를 끌면서 익명(Anonymous, 이하 어나니머스,어나니머스)의 개념이 뚜렷해졌고 하나의 인터넷 밈인 집단적인 실체로 떠올랐다. 4Chan의 사용자들이 모여서 소동을 벌이거나 여럿을 대상으로 장난을 치거나 공습을 하는 문화적 특성이 점점 자리를 잡으면서 어나니머스(Anonymous)는 하나의 놀이 문화이자 하나의 사회 집단이 되었다.
이후 4Chan의 서버 트래픽이 빈번히 초과할 정도로 인기가 많아졌다. 인터넷 릴레이 채팅(IRC)으로 장난을 치는 장소가 옮겨가면서 차차 영향력도 옮아갔으며 커져갔다. 이런 공습은 주류 언론인 FOX KKTV 뉴스가 미국 로스앤젤레스와 캘리포니아 주의 보고서를 인용해 처음 보도했다. 그 보고서에서 어나니머스(어나니머스)는 "스테로이드 맞은 해커들(Hackers on steroids)", "내부의 테러리스트(Domestic terrorists)", "인터넷의 증오 기계(Internet hate machine)"로 묘사되어 있었다.

### 드라마티카(Dramatica) 백과사전 (2004-현재)
드라마티카 백과사전은 익명의 참여자가 가십(Gossip)을 문서화하는 수단으로, 셰로드 디그리포(Sherrod DiGrippo)에 의해 설립되었다. 기존의 전통 매체의 자체 검열과 소극성에 대한 비판으로 등장했다. 이 백과사전은 풍자와 공습 등이 결합한 '트롤링 문화(Trolling Culture)'로, 어나니머스의 놀이 문화를 대변했다. 또한 2008년 사이언톨로지를 반대하고 조롱하는 장소로 기능하면서 프로젝트 채놀로지가 형성되는 중요한 배경을 제공했다.
2011년 4월 14일에 주소가 Ebaumsworld에 인수되어 새로운 주소로 이전되면서 이전의 내용이 대다수 삭제되어 변경 이후 초기에는 호응을 얻지 못 했다. 하지만 곧 내용이 복구되었고 이전의 드라마티카 백과사전의 자료와 참여의 익명성이 복원된 상태로 현재 이어오고 있다. 반유대주의 혹은 유색인종에 대한 차별, 반나치즘, 장애인과 고인 비하, 공인이 아닌 사람의 신상정보 등의 무차별적인 공격 내용이 종종 공유되기도 한다. 백과사전이 아닌 백괴사전이라고 불리는 언사이클로피디아(Uncyclopedia)와 비슷한 점이 많아 흔히 비교된다. 한국의 엔하위키나 백과사전 한국판과 성격이 유사하다.

## 활동

### 프로젝트 채놀로지(Chanology) (2008-2009)
2008년 1월 무렵부터 2009년 11월까지 이어졌던 프로젝트를 일컫는 말이다. 사이언톨로지의 톰크루즈를 호스트로 했던 조작 홍보영상이 불씨가 되었다. 어나니머스는 사이언톨로지를 전체주의적인 종교, 즉 반인권적이고 반민주적인 종교로 규정하고 반 사이언톨로지 운동을 벌였다.
사이언톨로지에 대항한 이런 어나니머스의 공격이 언론과 다수의 시민들과 누리꾼들의 세계적으로 비상한 관심을 불러 일으켰고, 어나니머스의 운동이 시민 운동의 성격을 가진 대규모 시위와 사이버 공습의 모습으로 부각되면서 어나니머스는 활동의 전환기를 맞았다.
당시 시위 예고 영상에 나타난 인물이 시민 불복종의 상징인 브이 포 벤데타(V for Vendetta)의 가이 포크스(Guy Fawkes) 가면을 쓰고, 공습의 표상과 실제로 다수의 시위대에게 쓰였던 가이 포크스 가면은 이후 어나니머스의 얼굴이 되었다.
- 2.10 시위

가이 포크스 가면을 쓴 시위 인원이 사이언톨로지 교회 근처를 비롯한 주요 도시의 중심지에서 시위를 벌였다. 미국의 뉴욕, 워싱턴 D.C., 텍사스, 매사추세츠, 플로리다, 펜실베이니아와 영국의 런던, 에든버러, 맨체스터와 호주의 시드니, 멜버른, 애들레이드와 캐나다의 토론토와 아일랜드의 더블린 등의 미국, 유럽, 영국, 캐나다, 호주 등의 많은 중심지에서 7,000여명의 시위대가 전 세계 170여 곳에 분산된 형태로 어나니머스를 자청하고 반 사이언톨로지 운동의 일환으로 가두시위를 벌였다.
2월 10일 당일 각지의 반 사이언톨로지 운동 관련 블로그 작성글 수가 약 4000건, 사진 공유 사이트 플리커에 시위 사진이 약 2000건 올라왔다.
2008년 2월 10일 첫 시위 이후 2009년 5월까지 수백 회의 여러 규모의 시위가 세계 각지에서 벌어졌다. 이로써 어나니머스는 사이버 상의 일시적인 개인들의 모임이 아닌 누구나 '익명'으로서 뜻을 같이하면서 참여할 수 있는 단체로서의 확대된 정체성을 뚜렷이 했다.

### 작전명: '복수는 나쁜 놈이다.'[4](2010-2011)
- 저작권 독점 반대 운동 (카피레프트 운동)

2009년 프로젝트 채놀로지 이후 활동이 거의 없었으나, 불법 콘텐츠를 공유하는 사이트에 대해 디도스 공격을 시작하자는 계약을 한 일개의 영화 회사와 에어플렉스(AirPlex) 소프트웨어 회사 사이의 계약 내용이 밝혀졌다. 이를 계기로 IRC 네트워크에서 기반한 세력이 미국 음반 산업 협회(RIAA)와 미국 영상 사진 협회(MPAA) 두 웹사이트를 마비시켰다.
"기업의 이익보다 개인이 정보를 서로 공유할 권리가 우선한다"는 성명을 발표하고, 어나니머스는 곧 이어 독립적인 'AnonOps' 호스트를 기반으로 형성된 작전 세력을 중심으로 공격 대상을 급속히 늘려갔다. 영국 ACS 로펌, 저작권 도용 방지 호주 연합, 영국 미니스트리 오브 사운드 레이블, 스페인 사게에스 저작권 연합, 미국 저작권청 그리고 진 시몬스의 키스(Kiss)의 웹사이트 등을 해킹했다. 2010년 10월 7일으로 작전 '복수'가 진행된 동안의 웹 사이트의 총 마비시간은 약 537시간 30분이었다.
- 위키리크스 지지 운동

2010년 미국 외교 극비 정보를 배포한 위키리크스를 지지하는 것을 표명했다. 이를 목적으로 인터폴(국제 경찰청), 미국 경찰청, 바티칸, 그리고 미국 외교 문건을 공개한 위키리크스의 금융 활동을 차단한 금융 회사 마스터카드, 비자카드에 대해 디도스 공격을 한 적이 있으며, 2011년에는 PSN이나 IMF, FBI를 공격하기도 했다. 이에 따라 위키리크스에 대한 세계적인 관심과 더불어 어나니머스에 대한 세계적인 관심도 높아졌다.

### '복수' 작전 이후 (2011-현재)
- 아랍 민주화 혁명(아랍의 봄) 지지 운동

2011년 1월부터 아랍의 민주화 혁명에 대한 지지를 표명하면서 튀니지를 시작으로 바레인, 이집트, 리비아, 요르단, 그리고 짐바브웨 정부 웹 사이트 등에 대한 공격으로 반독재 반체제 세력의 민주화운동에 일조했다. 1월 튀니지 작전 당시 단원이었던 티플로우(Tflow)은 정부가 컴퓨터를 감시하지 못 하도록 만드는 스크립트를 배포했고, 이후에 룰즈섹 멤버가 되기도 했던 헥터 사비어 몬세거(Hector Xavier Monsegur)의 주도로 다수의 '어나니머스'가 모아메드 가누치 총리의 웹사이트를 비롯한 튀니지 정부 웹사이트들을 탱고 다운 상태로 만들어 어나니머스의 메시지를 전달했다.
또한 어나니머스는 터키의 시민 운동 단체인 텔레코믹스와 협력해 정부가 검열했던 웹사이트의 접근을 도왔다. 이후에 이집트 작전 당시 이집트 무바라크 전 대통령 당시의 시민이 탄압당하는 사건을 전 세계에 알리고 이집트 정부 관련 웹사이트에 디도스공격을 하였다. 더하여 이란, 시리아, 알제리 정부 시스템을 해킹하기도 했다.
- 월가 점령 시위 운동

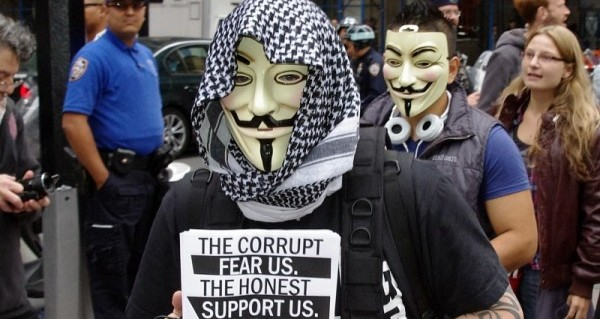
당시 월가에서 "부패는 우리를 겁박하고 진실은 우리를 지탱한다"는 문구의 전단지를 든 한 명의 '어나니머스', 2011년 9월 17일

2011년 8월 어나니머스는 월가 점령 시위를 지지하는 맥락에서 뉴욕 경찰에 시위 대상 관련 웹사이트에 대한 공격을 유투브를 통해 예고했다. 9월에는 어나니머스를 자칭해 뉴욕 경찰(NYPD) 기관의 서버를 마비시키겠다는 내용의 동영상이 유튜브에 올라오기도 했으나 아무일도 없었던 해프닝이 있었다. 하지만 어나니머스는 10월 2일 뉴욕 증권 거래소(NYSE)를 일정 시간 마비시켰다.
- 인터넷 감시 및 검열에 대한 반대 운동

2011년 7월, 미국 펜타곤을 비롯한 세계 각국의 정부 내의 국방 부처와 관련된 보안 컨설턴트 사업체인 부즈 앨런 해밀턴 서버를 공격했다.
해킹의 성격을 "잠정적인 인터넷 감시체계에 대한 공격"으로 규정했다. 해킹한 9만 여 건의 군 관계자의 이메일 주소와 암호를 비롯한 정보를 파이럿 베이(Pirate Bay)에 공개하였다.
2011년 11월 당시 다른 해커 단체인 룰즈섹과 연합해 공격을 진행했다. 이 연합 단체는 당시 일명 안티섹이라고도 불렸다. SOCA에서 다수의 개인 정보가 외부에 제공된다는 사실이 알려지자 영국의 조직 중범죄 수사국(SOCA)사이트를 공격해 마비시켰다.
2013년 6월 미국 국가안보국(NSA)의 정보 감시 프로그램 프리즘과 영국의 감시, 감청 체계를 폭로한 에드워드 스노든를 공개적으로 옹호했다.
- 동성애 혐오주의 반대 운동

2011년 2월, 동성애 혐오주의 조직 및 동성애 혐오주의자들에 대한 공격과 보복 또한 있었다. 웨스트보로(Westboro) 침례교회의 샌디훅 초등학교 총기 난사 사건 피해자의 장례식 중 "하나님은 호모를 싫어하신다."의 글귀를 피켓팅한 문제가 있었다. 이에 대해 어나니머스는 웨스트보로 침례교회의 의도를 폭로하고, GodHatesFags.com에 대한 디도스 공격을 하면서, 해당 교회의 교인의 이름과 전화 번호, 메일 주소, 집 주소를 공개했다.
해당 침례교회 교인인 셜리 펠프스 로퍼가 라이브 라디오 시사 프로그램에서 등장해 논쟁하자, 셜리 펠프스와 관련된 한 동성애 혐오주의 단체의 웹사이트를 마비시키기도 했다.
2012년 8월, "우간다 의회는 동성애자 사형법안에 대해 고려해야 한다"는 아마마 음바바지 우간다 총리의 반 동성애 발언에 대한 보복으로 해당 총리의 웹사이트를 해킹하기도 했다.
- 불법 다운로드 형사 처벌화 대항 운동: 2012년 6월, 일본에서 불법 다운로드 형사죄 처벌법이 통과되자 어나니머스는 그 불법 다운로드 형사처벌법과 관련해 일본의 재무부, 자민당, 민주당 등의 공식 웹사이트를 공격하였다.

- 소아 성애 반대 운동

2011년 10월, 아동 포르노를 호스팅하는 웹사이트에 대한 공격 작전인 '다크넷(Darknet)'을 시작했다. 일환으로 '로리타 도시(Lolita City)'란 웹사이트의 회원 1,589명에 대한 정보를 해킹해 발표했다. 또한 익명 네트워크 토르(Tor)를 이용한 40곳의 소아 성애를 다룬 이미지 사이트를 밝혔다.
2012년, 두 번째 작전으로 표방한 '옵다크넷2(OpDarknetV2)'에서는 한 아동 포르노 사이트로 의심되는 웹사이트의 회원들의 이름을 유출하기도 했다.
- 저작권 독점 반대 운동 (카피레프트 운동)

2012년 1월 미국이 파일 공유 사이트인 메가업로드 등을 폐쇄 조치하자 미 법무부 등의 몇몇 미 정부 관련 사이트에 디도스 공격을 함으로써 대응했다.
GEMA는 아티스트들의 음악이 TV 방송이나 인터넷 등에서 사용될 경우 저작권료를 징수해서 나눠주는 독일의 저작권 관련 단체이다. 유투브에 대한 구글과의 협상에 실패하자 대형 소속사 가수들의 노래가 재생 금지 처분되었고 미국을 비롯한 다른 주요 국가에서 접할 수 있는 영상들을 독일에서 접근할 수 없었다. 어나니머스가 이에 대한 보복으로 2011년 6월, 서버를 마비시켰다.
- 이스라엘의 반시오니즘 운동

2012년 11월 가자지구에 대한 이스라엘의 방어 기둥 작전(Operation Pillar of Defense)에 대한 대응으로 이스라엘의 웹 사이트 수백 곳을 디도스공격으로 마비시켰다. 또한 2013년 4월 이스라엘의 가자지구에 대한 "대규모 사이버 공격"의 감행에 대한 보복으로 "이스라엘을 인터넷 지도 상에서 지우겠다"고 위협했다. 그러나 이는 이스라엘이 사이버 방어 전문가를 긴급히 채용하면서 일시적인 마비를 야기하는 데에 그쳤다.
- 북한(조선민주주의인민공화국)에 반체제 운동

2013년 4월 4일, 북한의 ‘고려항공’ 등 주요 5개 사이트에 대한 디도스 공격을 하고, ‘우리민족끼리’ 사이트를 해킹해 확보한 회원계정 1만5천여 개의 신상정보를 공개해 한국에서 화제가 됐다. 한편, 우리민족끼리는 이 사건에 대해 어나니머스의 해킹이 대한민국에 의해 조작된 것이라고 주장했다.
2013년 4월 5일 북한에 대한 4가지 요구 사항을 담은 성명을 유튜브를 통해 밝히며 작전 '#OpNorthKorea'를 시작했다. 내용은 아래와 같다. 그리고 주최자의 트위터는 twitter.com/YourAnonNewsKR 이다
1. 김정은은 사임할 것
2. 북한 내의 자유민주주의를 확립할 것
3. 핵무기에 대한 야망을 폐기할 것
4. 모든 시민들의 자유로운 인터넷 접근을 가능하게 할 것

'#OpNorthKorea'의 일환으로 4월 25일 어나니머스는 트위터를 통해 북한 내부 인터넷망(인트라넷)에 침투할 것을 포고하고, 북한의 인트라넷 '광명'에 외부망과 내부를 이어주는 일종의 통로인 '닌자 게이트웨이'를 구축했다.
2013년 6월 25일 한국 전쟁 63주기를 기점으로 어나니머스는 250여 곳의 북한 정부 관련 웹사이트의 탱고 다운 당시 모습과 주소를 비롯한 정보를 공개했다. 한편 북한 고위 관계자인 고려항공 고위급 및 실무자 인사 4명을 비롯해, 우리민족끼리 운영책임자로 추정되는 2명, 북한 내 자체망인 광명의 운영책임자 4명 등 총 13명의 명단의 신상정보를 공개했다. 중국 내에 위치한 북한 정보군과 관련한 3913개의 아이피와 주소를 해킹하고 공개했다. 또한 북한 군인 20여만명의 이름과 생년월일을 비롯한 신상정보를 해킹했다. 공개된 일부 정보를 제외한 군사 기밀 문건을 비롯한 정보는 위키리크스로 넘겼으며 위키리크스를 통해 시기를 조율해 공개하겠다고 밝혔다.
한편 6월 25일 같은 날 '#OpNorthKorea'에서 명시된 대상과 다른 청와대, 새누리당, 일베(일간 베스트 저장소) 등의 한국 웹사이트가 스스로를 어나니머스라고 칭한 집단에 의해 해킹되는 사태가 있었다. 이 집단의 관련자 중 하나는 @hacktivist_kor라는 아이디의 트위터에서 자신을 직접 어나니머스라고 밝혔다. 또한 같은 맥락에서 새누리당 당원의 신상정보 250만 건과 미 보병 25사단 1만 5천여 명, 미 해병 3사단 1만여 명, 미 기병 1사단 1만 5천여 명의 미군의 신상정보 4만여 건을 해킹한 내역을 담아 본드라 제임스(Bondra James)라는 사용자가 청와대 사이트 해킹 과정(Processing about attacking the ChongWaDae site)이라는 제목의 영상을 유투브에 올렸다. 이후 이 동영상은 "유해 정보"에 관한 사유로 유투브 측에서 삭제하였다. 한편 이 영상이 공개된 뒤 곧바로 어나니머스를 자칭하고 한국 내 여러 사이트를 탱고다운시킨 집단을 향한 공습 예고가 어나니머스에 알려졌다. 그 뒤 곧 근거지를 마비시켰다는 트윗이 올라 왔다.
이 사태는 어나니머스의 분산된 활동 체계를 오해한 다수 언론에 의해 급격히 확대 재생산되었으나 어나니머스 #OpNorthKorea의 한 관계자의 해명과 SBSTV의 인터뷰 이후 다소 해소되었다. 한편 당시 인터뷰이였던 어나니머스 관계자는 정부 측에 협조의 대가로 신병에 대한 보호를 요청했다.
현재 YourAnonNewsKR 과 Anonsj 그리고 An0nUreca는 국가정보원에 의해 감시 중이다.
- 석유 독점화 반대 운동

2013년 6월 걸프 석유 대란을 기점으로 유수 석유수출기업 토탈(Total), 에니(Eni), 아람코(Aramco), 엑손(Exxon) 등의 사이트를 마비시켰다. 이 기업들을 대상으로 3만 여건의 석유회사 사원의 개인정보를 해킹했다. 또한 '소수의 이익 집단의 횡포에 대항한 다수의 이익을 대변함'을 표방하고 카타르, 사우디 아라비아, 쿠웨이트 등지의 국가의 정부 관련 기관을 비롯한 해당 국가들의 웹사이트 1000여 곳을 마비시켰다.
- 일본 방사능 항의 시위 (Operation LeakageJp)

아베 신조가 일본에서 2013년 9월 달 몇 일쯤에 후쿠시마 방사능 오염수에 대한 대책을 하려 하지 않고 그러는 통에
후쿠시마 오염수가 완전 차단되었다고 망언을 하였다고 뉴스에서 보도하였는데
이에 의해 일본 어나니머스측이 일본 방사능에 대해 아무런 대책도 하지 않고 망언을 늘어놓자, 일본의 방사능 누출의 진실을 숨기고 있는 도쿄 전력 및 일본 정부에 대해 어나니머스 오퍼레이션 즉, 작전에 대한 제안을 하게 된다.
그리하여 페이스트빈에 일본 어나니머스가 제안 했던 그 오퍼레이션 내용등이 적혀져있는 페이스트빈 링크를 트위터 등의 SNS에 올리기 시작한다
주 내용은 이러하였다.
해당 작전명의 해시 태그는#OpLeakageJp,#OpLJ였으며, 일본 정부와 도쿄 전력등의 일본 방사능 누출에 대한 진실을 숨기는 정부에 대해 자신의 트위터에 글을 올리거나 멘션등으로 항의를 하는 트윗 스톰 계획등이 적혀있었다.
트윗 스톰을 할 때 #OLTS 등의 해시 태그를 다는 것이 규칙이었고
2013년도 부터의 첫 번째 트위터 항의 대상은 일본 원자력 규제 위원회였다.
- 홍콩 민주화 시위(2014년 홍콩 시위) (Operation Hongkong)

- 백인우월주의 쿠 클럭스 클랜 (Ku KluxKlan)KKK작전(Operation KKK)

- 퍼거슨 시위 (2014년 퍼거슨 봉기)(Operation Ferguson)

- 리자드 스쿼드 사건

리자드 스쿼드가 소니 PSN에 디도스 공격을 하고 페이스북도 2015년도에 공격을 하자 어나니머스는 그들의 일에 관여해 "10분 주겠다. 장난 짓 그만하고 자러가라 꼬맹이."라는 트윗을 트위터에 남기고 10분 뒤 리자드 스쿼드를 털었다고 전해진다.
- 어나니머스 이슬람 국가(IS) 선전 포고

어나니머스가 2015년 1월 달쯤 범이슬람주의자들의 국가인 IS이라크 레반트 이슬람 국가에게 선전 포고를 했다. 경고 사유는 IS가 무고한 많은 사람들을 죽이는 것은 기본이고 #OpcharlieHebdo 이 오퍼레이션 팀은 IS 대원들은 프랑스 풍자 주간지인 샤를리에브도를 함부로 습격했다는 이유로 모든 IS 오퍼레이션 참가자들의 공통적인 사유는 IS 그들이 종교의 자유를 없애고 자신과 신념이 다른 사람을 죽이거나 고문 시키려 한다는 내용을 담았기 때문이다. 이후, 어나니머스는 IS의 계획, 조직원의 신상 털기, 극비 정보 유출, 이동 루트 유출, 수뇌부의 핵심 인물 및 그들의 특성 등을 모두 밝혀내었다.

## 활동 매체
- Your Anon News (@YourAnonNews)

소셜네트워크서비스(SNS)인 트위터로 최근 소식이 전해지고 있다. 트위터 해시태그 #Anonymous를 통해 어나니머스의 활동과 관련된 상황이 어나니머스 계정과 세계 각국의 수 많은 트위터 사용자들에 의해 실시간으로 전달되고 있다.
- 어논플러스 (Anonplus)

소셜네트워크의 한 종류이다. 한 Anonymous(익명자)가 구글 플러스의 검열에 대항해 만든 소셜네트워크서비스(SNS)이다.
- 어논플러스 라디오(Anonplus Radio)

이 라디오방송국은 어논플러스에서 만난 Anonymous(익명자)에 의해 만들어진 라디오방송국이다. 매일 24시간 방송을 하고 있으며 IRC도 구축이 되어있다.
- 파리 작전 (@OpParisOfficial)

IS가 파리를 공격한 이후로, 어나니머스는 OpParis라는 작전을 시작하였다.
그러나 2016년 1월초에 'X'라는 해커가 이탈리아 경찰에게 체포되면서, 그들은 트위터를 통해 작전은 없어졌다고 밝혔다.
이들은 소셜네트워크서비스(SNS)인 트위터로 작전 상황을 전했었다.
- Anonymous UK (@AnonUK)

소셜네트워크서비스(SNS)인 트위터로 최근 소식이 전해지고 있다. 2010년부터 최근까지 영국에서 MillionMaskMarch, 5th of November 등의 오프라인 시위가 이 계정을 통해 중계되었다.
- AnonyOps (@AnonyOps)

@YourAnonNews, @AnonUK 와 마찬가지로 소셜네트워크서비스(SNS)인 트위터로 소식이 전해지고 있다.
이 계정은 주로 정치적, 사회적 이슈에 관한 글을 작성된다.
- Free Jeremy Hammond (@FreeJeremyNet)

제레미 해먼드라는 핵티비스트의 공식적인 지원 계정이다. 그는 스트랫포 해킹 사건에 관여했고, 사부의 배신으로 2012년 체포된 뒤 2013년 징역 10년형을 선고받아 복역중이다.

## 사건
- 어나니머스 단원 검거

2009년 11월 디도스 공격으로 어나니머스 단원이었던 당시 19살의 미국인 드미트리 거즈너(Dmitriy Guzner)가 최초 징역형을 선고받았다. 그는 무죄를 주장했지만 366일 형을 선고 받고 미연방 교도소에 수감됐다. 이어 2009년 세계 각지에서 활동하던 다수의 단원이 어나니머스의 사이버 공격과 관련해서 미국, 영국, 호주, 네덜란드, 스페인 그리고 터키 등지에서 체포되었다. 어나니머스 옹호자들에 의해 일련의 사법행위는 비난되었고 체포된 사람들은 순교자로 묘사되었다.
2011년 6월 13일에는 터키 정부 웹사이트를 디도스 공격한 어나니머스 단원 32명이 체포되었다. 체포된 멤버들은 당시 터키의 이스탄불과 앙카라와 같은 서로 다른 도시 곳곳에서 활동하고 있었다. 이들은 터키 정부의 아이피 추적으로 체포되었다.
2011년 11월 자신이 어나니머스의 리더라고 주장했던 크리스토퍼 도이언(Christopher Doyon) (일명 "커맨더 엑스"(Commander X))가 캘리포니아의 산타크루즈 카운티 웹사이트를 공격한 혐의로 체포되었다. 후에 그는 보석으로 석방되었고 캐나다로 향했다.
2012년 9월 어나니머스의 대변인으로 알려진 배렛 브라운(Barrett Brown)이 FBI를 위협하는 비디오를 게시하고 곧 몇 시간 후에 체포됐다. 배렛 브라운은 개인 신용카드 정보 유출을 비롯해 17개 혐의를 받아 구속되었다.
- 룰즈섹(LulzSec)리더 사부(Sabu) FBI 검거

어나니머스와 밀접한 관계에 있는 해커 집단인 룰즈섹(LulzSec)의 리더 사부(Sabu)가 2011년 6월 7일 FBI에 의해 검거되었다. 본명은 헥터 자비어 몽세주르(Hector Xavier Monsegur)이고 당시 한국 나이 29세의 두 아이를 둔 가장이었다. 검거 직후 언론에 의해 사부는 뉴욕의 공동 주택에 거주하던 무직자였던 것으로 밝혀졌다. 사부는 곧 공공 변호인을 고용하고 다음날 5만 달러로 보석되었다. 이후 법원은 FBI의 감시에 따를 것을 명령했고 어나니머스와 룰즈섹의 주요 단원에 대한 신원을 FBI가 요구했다. 사부는 약 9개월 간 FBI에서 해킹과 시스템 소프트웨어 보안 업무를 담당했다. 한편 같은 해 7월 룰즈섹 멤버 토피어리(Topiary)가 검거되자 "토피어리에게 자유를" 운동이 일어났다
- HBGary 연방 CEO 사임

2011년 8월 어나니머스를 조사한 컴퓨터 보안 회사 'HBGary 연방'의 CEO 아론 바를 겨냥해 티플로우(Tflow), 토피어리(Topiary), 사부(Sabu), 라이언 애크로이드(Ryan Ackroyd) (이하 '카일(Kayla)')의 공격이 있었다. 공격의 일환으로 카일은 아론 바의 인종 차별 메시지가 담긴 트위터와 메일을 해킹해 토렌트 사이트인 파이럿 베이(Pirate Bay)에 유출시켰고, 뱅크 오브 아메리카의 기밀 문서가 유출된 것에 대한 보복으로 'HBGary 연방'이 위키리크스에 대한 의회 조사를 요청한 메일 또한 공개했다. 그달 말이 되기 전에 아론 바는 CEO직을 사임했다.
- 로스 제타스(Los Zetas) 납치

2011년 11월 멕시코 갱 집단 제타스에서 경쟁 조직의 요인들을 습격해 납치한 사건이 일어났다. 이 피랍자들 중 어나니머스 단원 한 명이 포함되어 있었고, 납치 다음 날 소식이 알려지자 "우리는 총으로 너희에게 대적할 순 없지만 너희가 누구인지 너희 아지트가 어디인지 11월 5일까지 그를 석방하지 않으면 제타스 조직원들 뿐 아니라 당신들과 결탁한 정부 관리, 경찰, 택시 운전사 등 정보를 공개할 것"이라며 "이런 사항들을 알아내는 것은 어렵지 않다. 우리는 너희가 누군지 어디에 있는지 알고 있다"며 제타스에 선전포고를 하기에 이르렀다.
그리고 자신들의 말이 진실임을 입증하기 위해 제타스 보스에게 어나니머스가 알고 있는 제타스 조직원들 소유의 마약 공장 위치, 루트, 집회소, 후원 정치가들의 정보를 팩스로 보낸 것으로 알려졌다. 결국 바로 다음 날 어나니머스 단원은 아무런 상처 없이 석방되었다. 제타스는 그에게 쪽지를 붙여 뒀는데 그 내용은 "만일 정보를 공개한다면 지금 풀어준 단원의 가족들은 물론이고, 또 협력자들 이름 한 명 공개될 때마다 무고한 시민을 10명씩 잡아죽이겠다"의 내용이었다.

## 같이 보기
- 핵티비즘
- 위키리크스
- 룰즈섹 (관련 단체)
- 고스트 시큐리티 (관련 단체)
- 사이버스페이스 독립선언문
- 해적당
- 카피레프트
- 메가업로드
- 4chan

## 참고 문헌
- Kelly, Brian (2012). “Investing in a Centralized Cybersecurity Infrastructure: Why 'Hacktivism' can and should influence cybersecurity reform” (PDF). 《Boston University Law Review》 92 (5): 1663–1710.
- Olson, Parmy (2012년 6월 5일). 《We Are Anonymous: Inside the Hacker World of LulzSec, Anonymous, and the Global Cyber Insurgency》. Hachette Digital, Inc. ISBN 978-0-316-21353-0.